# Serethor

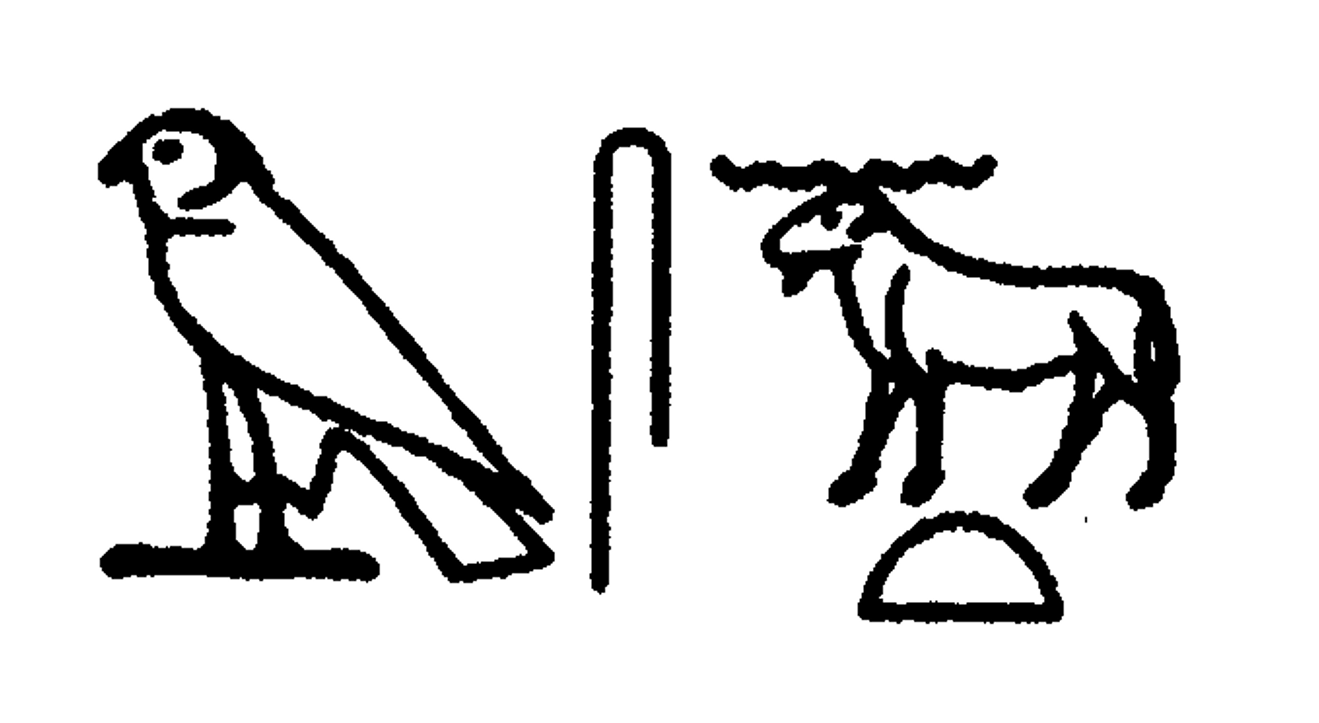
Serethořino jméno

Serethor byla egyptská královna v období 1. dynastie (cca 3250 př. n. l. – 2830 př. n. l.), prvního období, kdy Egyptu vládli panovníci (do té doby jsou ve starých textech uváděni jako vládci říše na Nilu bohové).

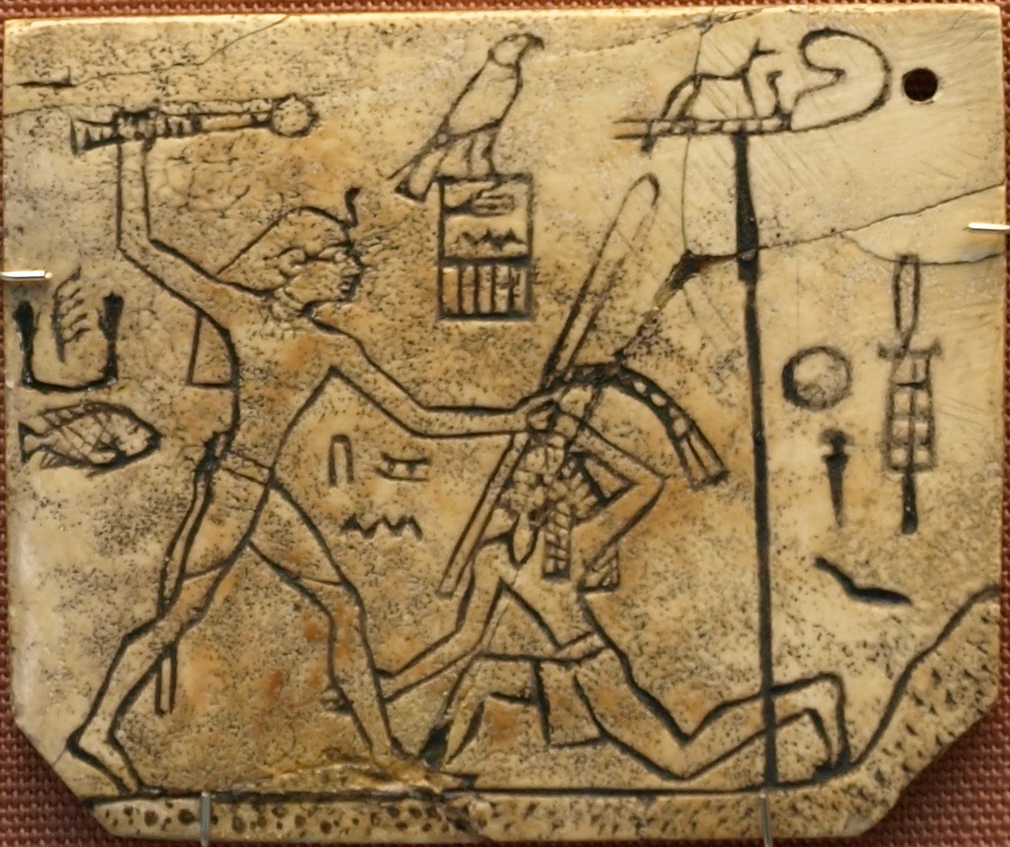
Deska s faraonem Denem

Je známá z pohřební stély v Umm El Qa'ab, která je nyní umístěná v Louvru, ale kromě jména se nedochovaly žádné informace. Není známé, kdy a kde se Serethor narodila, ani kdy a jak zemřela. Na základě informací, které jsou známé o jejím manželovi, faraonu Denovi, je ale možné alespoň přibližně datovat, kdy tato žena žila, faraon Den totiž prokazatelně zemřel po roce 2892 př. n. l., tedy i doba narození Serethor se dá odhadovat do poslední třetiny 30. století př. n. l. a úmrtí do první poloviny 29. století př. n. l.  Její ostatky nebyly nalezeny; předpokládá se, že byly uloženy v pohřebním komplexu faraona Dena. Rovněž není jasné, zda byla hlavní, nebo vedlejší královskou manželkou; kromě ní byl faraon Den totiž ženatý také se Semat a Šešemetkou.